# Даймонд-Бар
Даймонд-Бар (англ. Diamond Bar) — місто (англ. city) в США, в окрузі Лос-Анджелес штату Каліфорнія. Населення — 55 072 особи (2020).
У Даймонд-Барі побудована перша у Південній Каліфорнії воднева заправна станція.

## Географія
Даймонд-Бар розташований за координатами 34°0′6″ пн. ш. 117°49′3″ зх. д. / 34.00167° пн. ш. 117.81750° зх. д. (34.001573, -117.817601) у південно-східній частині долини Сан-Габріель на сході округу Лос-Анджелес за 27 миль від Лос-Анджелеса. За даними Бюро перепису населення США в 2010 році місто мало площу 38,55 км², з яких 38,54 км² — суходіл та 0,01 км² — водойми.
```
Висота центру населеного пункту
 
— 212 метрів над рівнем моря.
```

## Демографія

### Перепис 2010
Згідно з переписом 2010 року, у місті мешкали 55 544 особи в 17 880 домогосподарствах у складі 14 843 родин. Густота населення становила 1441 особа/км².  Було 18455 помешкань (479/км²).
Расовий склад населення:
| - 52,5 % — азіатів - 33,2 % — білих - 4,1 % — чорних або афроамериканців - 0,3 % — корінних американців - 0,2 % — вихідців з тихоокеанських островів - 5,8 % — осіб інших рас |

До двох чи більше рас належало 3,9 %. Частка іспаномовних становила 20,1 % від усіх жителів.
За віковим діапазоном населення розподілялося таким чином: 21,4 % — особи молодші 18 років, 66,9 % — особи у віці 18—64 років, 11,7 % — особи у віці 65 років та старші. Медіана віку мешканця становила 41,0 року. На 100 осіб жіночої статі у місті припадало 95,2 чоловіків;  на 100 жінок у віці від 18 років та старших — 92,3 чоловіків також старших 18 років.
Середній дохід на одне домашнє господарство  становив 107 262 долари США (медіана — 89 221), а середній дохід на одну сім'ю — 113 216 доларів (медіана — 95 487). Медіана доходів становила 62 065 доларів для чоловіків та 52 083 долари для жінок. За межею бідності перебувало 7,0 % осіб, у тому числі 7,8 % дітей у віці до 18 років та 7,0 % осіб у віці 65 років та старших.
Цивільне працевлаштоване населення становило 27 212 особи. Основні галузі зайнятості: освіта, охорона здоров'я та соціальна допомога — 23,8 %, науковці, спеціалісти, менеджери — 11,8 %, виробництво — 11,3 %.

### Перепис 2000
За даними перепису 2000 року, населення Даймонд-Бара становить 56 287 осіб. Густота населення — 1 578,9 осіб на км². Расовий склад такий: 50,4% азіатів; 33,3% білих; 3,9% афроамериканців; 0,33% корінних американців; 0,12% жителів тихоокеанських островів; 7,7% інших рас.
Віковий склад вийшов наступним: 27,0% — до 18 років; 8,8% — від 18 до 24 років; 29,6% — з 25 до 44 років; 27,2% — від 45 до 64 років; 7,5% — 65 років та старше. Середній вік склав 36 років. На кожні 100 жінок припадає 96,0 чоловіків. На кожні 100 жінок віком старше 18 років налічувалося 92,0 чоловіків.

## Відомі уродженці
- Морган Алекс (н. 1989) — американська футболістка, чемпіонка Олімпійських ігор 2012 року, віце-чемпіонка світу.